# 2006년 한화 이글스 시즌
2006년 한화 이글스 시즌은 한화 이글스가 KBO 리그에 참가한 13번째 시즌으로, 빙그레 이글스 시절까지 합하면 21번째 시즌이다. 김인식 감독이 팀을 이끈 2번째 시즌으로, 팀은 정규시즌 3위를 기록하며 포스트시즌에 진출했다. 이후 준플레이오프에서 KIA 타이거즈를 2승 1패로 꺾었으며, 플레이오프에서 현대 유니콘스를 3승 1패로 꺾고 한국시리즈까지 진출했다. 그러나 삼성 라이온즈를 상대로 1승 1무 4패로 져 통합 준우승을 차지했다.

## 타이틀
- 월드 베이스볼 클래식 동메달: 김인식(감독), 김민재, 김태균, 이범호
- 도하 아시안 게임 동메달: 류현진
- 대륙간컵 국가대표: 서민욱, 송광민
- KBO MVP: 류현진
- KBO 골든글러브: 류현진 (투수), 이범호 (3루수)
- KBO 신인상: 류현진
- KBO 골든포토상: 이범호
- 일구상 신인상: 류현진
- 일구상 특별기록상: 송진우
- 일구상 프런트상: 한화 이글스 프런트
- 제일화재 프로야구대상 최고투수상: 류현진
- 제일화재 프로야구대상 공로상: 김인식
- 제일화재 프로야구대상 신인상: 류현진
- 제일화재 프로야구대상 특별상: 송진우
- 스포츠토토 올해의 선수상: 류현진
- 스포츠토토 올해의 신인상: 류현진
- 스포츠토토 올해의 감독상: 김인식
- 프로야구 25주년 기념 포지션별 최고 인기스타 베스트10: 김인식 (감독), 장종훈 (지명타자)
- 플레이오프 MVP: 김태균
- 준플레이오프 MVP: 고동진
- 올스타 선발: 문동환 (투수), 김태균 (1루수), 김민재 (유격수), 이범호 (3루수), 데이비스 (외야수)
- 올스타전 추천선수: 류현진
- 컴투스프로야구 레전드 카드: 문동환
- 컴투스프로야구2022 타이틀홀더 라인업: 류현진 (선발투수)
- 컴투스프로야구 내일은 신인왕 라인업: 류현진 (선발투수)
- 컴투스프로야구 00년대 올스타: 류현진 (선발투수)
- 컴투스프로야구 주요 FA 라인업: 송진우 (선발투수)
- 컴투스프로야구 벤치클리어링 라인업: 송진우 (선발투수), 안영명 (중계투수)
- WAR: 류현진 (6.94)
- 출장(타자): 이범호 (126)
- 완투: 류현진 (6)
- 완봉: 문동환 (2)
- 다승: 류현진 (18)
- 선발승: 류현진 (18)
- 탈삼진: 류현진 (204)
- 평균자책점: 류현진 (2.23)
- 이닝 당 출루허용률: 류현진 (1.05)
- 병살 유도: 문동환 (21)
- 풋아웃: 김태균 (1110)
- 어시스트: 김민재 (382)
- 선발 GSC: 류현진 (6월 2일 현대전, 90)

### 퓨처스리그
- 남부리그 타석: 이양기 (318)
- 남부리그 출루율: 이양기 (0.428)
- 남부리그 장타율: 김태완 (0.479)
- 남부리그 OPS: 이양기 (0.892)
- 남부리그 득점: 이양기 (53)
- 4사구: 이양기 (65)
- 남부리그 구원승: 송창식, 신주영, 임재청 (3)
- 남부리그 세이브: 김백만 (8)
- 남부리그 홀드: 양승진, 임재청 (8)

## 선수단
- 선발투수: 류현진, 문동환, 송진우, 정민철, 박정근
- 구원투수: 안영명, 최영필, 서민욱, 양훈, 지연규, 차명주, 권준헌, 신주영, 송창식, 오봉옥, 임재청, 김백만, 조성민
- 마무리투수: 구대성, 김해님
- 포수: 신경현, 심광호, 정범모
- 1루수: 김태균
- 2루수: 클리어, 백재호, 한상훈, 백승룡
- 유격수: 김민재
- 3루수: 이범호, 송광민
- 좌익수: 조원우, 연경흠, 오재필, 김수연
- 중견수: 데이비스
- 우익수: 고동진, 김인철
- 지명타자: 이도형, 김태완, 임수민

## 여담
- 윤경영, 최진행은 경찰 야구단 1기로 입대했다.
- 홈구장인 한밭종합운동장 야구장의 잔디를 애스트로 터프에서 필드터프로 교체했다.
- 조원우는 2001년 7월 5일부터 2006년 5월 23일 실책을 범할 때까지 494경기 연속 무실책을 기록하여 역대 외야수 최다 경기 연속 무실책 기록을 세웠다.
- 송진우는 KBO 리그 사상 최초로 통산 200승을 달성한 투수가 되었다.
- 류현진은 KBO 리그 10대 투수 올스타전 최다 실점, 자책점 기록을 세웠다.
- 팀은 3루타 3개를 치는 데 그쳐 역대 단일 시즌 팀 최소 3루타를 기록했다.
- 이도형은 이 시즌 주로 지명타자로 뛰었음에도 수비 WAR 1.53을 기록해 KBO 리그 역대 단일 시즌 가장 높은 수비 WAR을 기록한 지명타자가 되었다.
- 데이비스는 836경기에 출전하여 KBO 리그 역대 외국인 외야수 통산 최다 출전 기록을 세웠다.
- 데이비스는 2000년대 누적 WAR 24.85로 KBO 리그 외국인 타자 최고 기록을 세웠다.
- 이 시즌은 KBO 리그 사상 13번째로 규정 타석을 채운 야수 전원이 WAR 양수를 기록한 시즌이다. 그 중 가장 WAR이 낮았던 김민재는 WAR 0.18을 기록했다.
- 송진우는 이 시즌 KBO 리그 역대 40대 투수 중 처음으로 규정 이닝을 채웠다.
- 문동환과 류현진은 포스트시즌에서 고의4구 3개를 내줘 KBO 리그 역대 단일 포스트시즌 최다 고의4구 기록을 세웠다.
- 송진우는 KBO 리그 사상 40대 투수 단일 포스트시즌 최다 선발 출전, 최다 이닝, 최다 타자 상대, 최다 타수 상대, 최다 피안타, 최다 피홈런, 최다 사구 허용, 최다 탈삼진, 최다 투구수 기록을 세웠다.
- 데이비스는 이 시즌을 끝으로 KBO 리그를 떠나 KBO 리그 외국인 타자 통산 포스트시즌 최다 출전(32), 최다 타석(147), 최다 타수(128), 최다 도루(4), 최다 도루 실패(2) 기록을 세웠다.

## 같이 보기
- 1985년 롯데 자이언츠 시즌
- 2002년 LG 트윈스 시즌
- 2005년 한화 이글스 시즌
- 2008년 한화 이글스 시즌